# Regionalwahl im Piemont 2005
Die Regionalwahl im Piemont 2005 fand am 3. und 4. April statt; der Regionalrat und der Präsident der Region wurden gleichzeitig gewählt.

## Wahlergebnis
| Kandidaten                                   | Kandidaten             | Stimmen   | %    | Listen                                        | Stimmen   | %    | Mandate |
| -------------------------------------------- | ---------------------- | --------- | ---- | --------------------------------------------- | --------- | ---- | ------- |
|                                              | Mercedes Bressogewählt | 1.226.355 | 50,9 | Democratici di Sinistra                       | 441.237   | 21,6 | 11      |
| Democrazia è Libertà – La Margherita         | Mercedes Bressogewählt | 1.226.355 | 50,9 | 211.457                                       | 10,3      | 6    |         |
| Partito della Rifondazione Comunista         | Mercedes Bressogewählt | 1.226.355 | 50,9 | 130.776                                       | 6,4       | 4    |         |
| Insieme per Bresso                           | Mercedes Bressogewählt | 1.226.355 | 50,9 | 60.314                                        | 2,9       | 1    |         |
| Federazione dei Verdi                        | Mercedes Bressogewählt | 1.226.355 | 50,9 | 57.516                                        | 2,8       | 1    |         |
| Partito dei Comunisti Italiani               | Mercedes Bressogewählt | 1.226.355 | 50,9 | 53.359                                        | 2,6       | 1    |         |
| Socialisti Democratici Italiani              | Mercedes Bressogewählt | 1.226.355 | 50,9 | 49.821                                        | 2,4       | 1    |         |
| Italia dei Valori                            | Mercedes Bressogewählt | 1.226.355 | 50,9 | 31.016                                        | 1,5       | 1    |         |
| Popolari UDEUR                               | Mercedes Bressogewählt | 1.226.355 | 50,9 | 10.734                                        | 0,5       | –    |         |
| Pensionati per l'Europa                      | Mercedes Bressogewählt | 1.226.355 | 50,9 | 5.156                                         | 0,3       | –    |         |
| Mandate der Listengruppe                     | Mercedes Bressogewählt | 1.226.355 | 50,9 | –                                             | –         | 12   |         |
| ↳ Gesamt                                     | Mercedes Bressogewählt | 1.226.355 | 50,9 | 1.051.386                                     | 51,4      | 38   |         |
|                                              | Enzo Ghigo             | 1.133.358 | 47,0 | Forza Italia                                  | 457.397   | 22,4 | 11      |
| Alleanza Nazionale                           | Enzo Ghigo             | 1.133.358 | 47,0 | 195.318                                       | 9,5       | 5    |         |
| Lega Nord                                    | Enzo Ghigo             | 1.133.358 | 47,0 | 173.020                                       | 8,5       | 4    |         |
| Unione dei Democratici Cristiani e di Centro | Enzo Ghigo             | 1.133.358 | 47,0 | 93.872                                        | 4,6       | 2    |         |
| L'Ambienta-Lista                             | Enzo Ghigo             | 1.133.358 | 47,0 | 23.761                                        | 1,2       | 1    |         |
| Lista Consumatori                            | Enzo Ghigo             | 1.133.358 | 47,0 | 23.378                                        | 1,1       | 1    |         |
| Socialisti e Liberali (NPSI – PLI)           | Enzo Ghigo             | 1.133.358 | 47,0 | 16.944                                        | 0,8       | –    |         |
| Partito Pensionati                           | Enzo Ghigo             | 1.133.358 | 47,0 | 11.883                                        | 0,6       | –    |         |
| Nicht gewählte Direktkandidat                | Enzo Ghigo             | 1.133.358 | 47,0 | –                                             | –         | 1    |         |
| ↳ Gesamt                                     | Enzo Ghigo             | 1.133.358 | 47,0 | 995.573                                       | 48,7      | 25   |         |
|                                              | Gianfranco Rotondi     | 24.813    | 1,0  | Ecologisti Democratici – Democrazia Cristiana | 14.255    | 0,7  | –       |
|                                              | Ludovico Ellena        | 24.454    | 1,0  | Alternativa Sociale                           | 14.515    | 0,7  | –       |
| Gesamt                                       | Gesamt                 | 2.408.980 | 100  |                                               | 2.045.729 | 100  | 63      |